# 隆普雷莱科尔桑
隆普雷莱科尔桑（法語：Longpré-les-Corps-Saints，法語發音：[lɔ̃pʁe le kɔʁ sɛ̃]）是法国上法蘭西大區索姆省的一个市镇，属于阿布维尔区。

## 地理
隆普雷莱科尔桑（50°0'45"N, 1°59'43"E）面积8.06 平方千米，位于法国上法蘭西大區索姆省，该省份为法国北部沿海省份，北起加来海峡省和北部省，西接滨海塞纳省和大西洋英吉利海峡，南至瓦兹省，东临埃纳省。
与隆普雷莱科尔桑接壤的市镇（或旧市镇、城区）包括：艾赖讷、贝当库尔里维耶尔、孔代福利、莱图瓦勒、索姆河畔方丹、隆村。

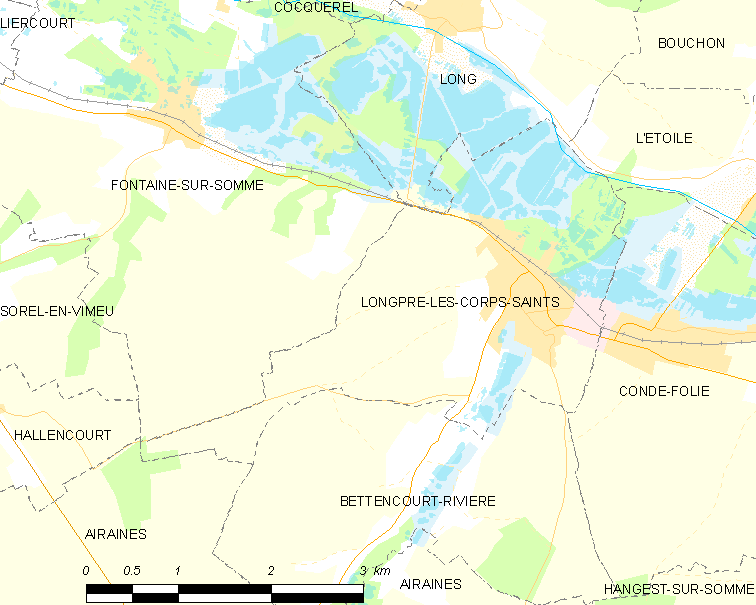
隆普雷莱科尔桑的OSM定位图

隆普雷莱科尔桑的时区为UTC+01:00、UTC+02:00（夏令时）。

## 行政
隆普雷莱科尔桑的邮政编码为80510，INSEE市镇编码为80488。

## 政治
隆普雷莱科尔桑所属的省级选区为加马什县。

## 人口

1962-2008年间隆普雷莱科尔桑人口变化图示

隆普雷莱科尔桑于2022年1月1日时的人口数量为1520人。